# Gordon Strachan
Gordon David Strachan /ˈɡɔrdən ˈdeɪvɪd ˈstrɑːxən/ (Edimburgo, Escocia, 9 de febrero de 1957) es un exfutbolista y entrenador escocés. Se desempeñaba como centrocampista y participó con la selección de fútbol de Escocia en dos mundiales de fútbol España 1982 y México 1986, donde anotó un gol frente a Alemania.
Como jugador, Strachan disputó 50 partidos con la camiseta de la selección escocesa y fue elegido en 1980 como mejor jugador del año en Escocia y en 1991 mejor futbolista de Reino Unido. En las filas del Aberdeen, entrenado aquel entonces por Alex Ferguson, conquistó dos Ligas escocesas (1980 y 1984), tres Copas y una Recopa de Europa. Después jugó en el Manchester United y en el Leeds United ingleses. Como entrenador, dirigió el Coventry City, el Southampton, el Celtic de Glasgow y por último el Middlesbrough.

## Clubes

### Jugador
| Club                 | País       | Año         | Partidos | Goles |
| Dundee FC            | Escocia    | 1971 - 1977 | 69       | 13    |
| Aberdeen FC          | Escocia    | 1977 - 1984 | 183      | 55    |
| Manchester United    | Inglaterra | 1984 - 1989 | 160      | 33    |
| Leeds United FC      | Inglaterra | 1989 - 1995 | 197      | 37    |
| Coventry Football FC | Inglaterra | 1995 - 1997 | 26       | 0     |

### Entrenador
| Club                           | País       | Año         |
| ------------------------------ | ---------- | ----------- |
| Coventry Football FC           | Inglaterra | 1997 - 2001 |
| Southampton FC                 | Inglaterra | 2001 - 2004 |
| Celtic FC                      | Escocia    | 2005 - 2009 |
| Middlesbrough FC               | Inglaterra | 2009 - 2010 |
| Selección de fútbol de Escocia | Escocia    | 2013 - 2017 |

## Palmarés

### Jugador
Aberdeen FC
- Premier League de Escocia: 1979-80, 1983-84
- Copa de Escocia: 1982, 1983, 1984
- Recopa de Europa: 1983
- Supercopa de Europa: 1983

Manchester United FC
- FA Cup: 1985

Leeds United FC
- Premier League: 1991-92
- Community Shield: 1992

### Entrenador
Celtic FC
- Premier League de Escocia: 2005-06, 2006-07, 2007-08
- Copa de Escocia: 2007
- Copa de la Liga de Escocia: 2006, 2009

- Datos: Q314095
- Multimedia: Gordon Strachan / Q314095